# ボスコ・モト
ボスコ・モト (Bosco moto) は、大阪府箕面市に本社を置く主にベリック・アレンネスのイタリアンライディングウェアを輸入販売する企業である。同時にベリックのブランドホルダーでもある。

## 概要
- 1988年、元トライアル国際A級ライダーの橘田忠博が大阪府箕面市にトライアルショップとして設立。当時は海外ブランドのトライアル用品を輸入・販売していた。
- 1992年、アプリリアの日本総輸入元となる。アプリリアのトライアル車をはじめスポーツバイク、スクーター、パーツなどの販売を受け持つ。後年マックス・ビアッジが1996年に優勝した際に駆っていたアプリリアのレーサー、アプリリアRSV250チェスターフィールドや日本には2台しか輸入されていないRSV1000SPのうち1台を展示している。
- 1996年、WRC BOSCO Video映像権を取得。BOSCO Videoとして日本ではまだ少なかったWRCの映像を多くのラリーファンに届けた。
- 1999年、マルティーニレーシングアパレルの日本総輸入元となる。1992年のラリー・モンテカルロでディディエ・オリオールがドライブし優勝したランチア・デルタ HF インテグラーレ エボルツィオーネGr.Aの実車を所有している。
- 2000年、大阪東心斎橋にイタリアンレストラン「リストランテ・アプリリア」を開店。
- 2001年、ベリック・アレンネスの日本総輸入元となる。これを受けてツインリンクもてぎで開催されたもてぎオープン7時間耐久ロードレースにアプリリアRSV1000にて参戦。[1]
- 2006年、スーパーアグリF1チームのウェアスポンサーの一員となる。同年、静岡県御殿場市の富士スピードウェイの近くにベリック御殿場店をオープン。
- 2007年、三重県桑名市にベリック長島店をオープン。
- 2008年、佐賀県鳥栖市にベリック鳥栖店をオープン。
- 2009年、サーキット走行スターターキットとして、レーシングスーツ、ブーツ、グローブ、インナー、キャスターバッグをセットにした10万円セットを発売。
- 2013年、イタリアフィレンツェ発祥のレーシングスーツブランドベリックのブランドを買収。

## 取扱ブランド
- ベリック
- アレンネス
- マディフ
- BLACK CAFE LONDON

## 直営店
- 大阪本店:大阪府箕面市白島2-22-25
- 長島店:三重県桑名市長島町押付295-2

他に2りんかんやバイクワールド、ライコランド、レッドバロンなどのオートバイ用品店への卸売も行っている。また、警視庁や皇宮警察本部へトライアルグローブを納入している。

## 主なユーザー(過去に使用していた人物も含む)
- 青山博一
- 伊藤真一
- 玉田誠
- 富沢祥也
- 中須賀克行
- 中冨伸一
- 中野真矢
- 成田匠
- アレックス・バロス
- エクトル・ファウベル
- オット・ピ
- クリス・バーミューレン
- ジョルディ・タレス
- スコット・ラッセル
- セバスチャン・ポルト
- トロイ・ベイリス
- リッキー・カーマイケル
- ルベン・チャウス
- ロベルト・ロルフォ
- ロリス・カピロッシ
- キコ・マリア
- ラファエレ・デ・ロサ
- ダニエル・ファルゾン

## その他
- 実写映画『ひみつのアッコちゃん』にて、主演の綾瀬はるかがバイクレーサー姿に変身した際にベリックのスーツ一式を身に着けている[2]。
- 2011年5月15日放送の「芝刈り機祭り」では、宮川大輔がBERIK（ベリック）の法被風ツナギを着用した。